# Wydawało się
Wydawało się – album Pustek będący zbiorem ważnych utworów grupy, podsumowujący jej 15-letnią działalność artystyczną. Został wydany 4 grudnia 2015 przez Agorę z trzema wersjami okładki. Piosenki zawarte na płycie to 12 uprzednio poznanych utworów i dwie premiery, w tym singlowa O krok.

## Lista utworów
1. O krok
2. Liczę do dwóch
3. Tyle z życia
4. Się wydawało
5. Wampir
6. Lugola
7. Wesoły jestem
8. Nie zgubię się w tłumie
9. Parzydełko
10. Tchu mi brak
11. Telefon do przyjaciela
12. Słabość chwilowa
13. Kalambury feat. Muniek
14. Doskonałe popołudnie